# Jistebná
Jistebná (polsky Istebna) je vesnice v jižním Polsku ve Slezském vojvodství v okrese Těšín u polsko-českých hranic. Leží na území Těšínského Slezska ve Slezských Beskydech a spolu s Javořinkou a Koňákovem tvoří tzv. Beskydskou trojves totožnou s gminou Jistebná, jejímž sídlem je. Obec čítala k prosinci 2014 5 104 obyvatel a její rozloha činí 47,41 km², z čehož podstatnou část zaujímají horské lesy. Protéká jí Olše, která pramení na svazích Gończarky (Gańciórky) na jejím východním okraji. Velká část katastru Jistebné patří krajinného parku Park Krajobrazowy Beskidu Śląskiego.

## Další informace
Obec tvoří vlastní Jistebná neboli Centrum rozkládající se na jižních a západních svazích Zlatého Grůně (707 m) a řada osad rozptýlených po kopcích a údolích, z nichž největší jsou:
- Jasnovice, směrem k Jablunkovu
- Andziołówka, severně od Centra
- Kubalonka, u hranice s Vislou
- Olecki (Łolecki), severozápadně od Andziołówky
- Wilcze, severozápadně od Andziołówky
- Łączyna (Łónczina), severovýchodně od Centra
- Połom, severovýchodně od Andziołówky
- Leszczyna (Lyszczina), severovýchodně od Andziołówky
- Pietroszonka, východní okraj obce, na svazích Beraní hory
- Stecówka, východně od Lyszcziny, v pásmu Beraní hory

Jistebná byla založena během valašské kolonizace na konci 16. století. První osadníci mohli pocházet z Oravy, což napovídá i název jedné oravské obce „Istebné“. Hlavním zdrojem obživy původních obyvatel bylo salašnické pastevectví. Zpočátku se jednalo vesměs o luterány. Ve 20. letech 18. století došlo však v důsledku jezuitské misie Leopolda Tempese k rekatolizaci a roku 1910 se k protestantství hlásilo už pouhých 5,6 % obyvatel Jistebné.
Rozhodnutím konference velvyslanců byla celá Beskydská trojves v roce 1920 připojena k Polsku. To znamenalo její odtržení od nejbližšího města a přirozeného správního a hospodářského centra, tedy Jablunkova. Silnice spojující Jistebnou přes Kubalonský průsmyk s Vislou a zbytkem polského Těšínska byla postavena až roku 1932.
V osadě Kubalonka se nachází Krajské pediatrické centrum založené v roce 1937 a původně zaměřené na léčbu tuberkulózy a ostatních plicních chorob.
K turistickým atrakcím obce patří lyžařská střediska na Zlatém Grůni a na Zagroni, Kawulokova chata (soukromé muzeum založené místním folkloristou Janem Kawulokem a nyní provozované jeho potomky), a také několik malých galerií a muzeí založených žijícími v Jistebné umělci: Gorolsko izba Jakuba Gazurka (naivní umění), Dům Konarzewských (tvůrci „umělecké kolonie“), Muzeum Jana Wałacha (malíř, kreslíř a sochař) a Dílna Beaty Legierské (krajkářka). V osadě Wilcze se také nachází muzeum himálajského horolezce Jerzyho Kukuczky, jehož rodina pocházela z Jistebné a on sám dům, ve kterém je dnes muzeum, koupil do vlastnictví v 80. letech.